# Cuautlacingo
Cuautlacingo är en ort i kommunen Otumba i delstaten Mexiko i Mexiko. Samhället hade 3 781 invånare vid folkräkningen år 2020. Cuautlacingo är kommunens tredje folkrikaste ort.